# Gyaria maynei
Gyaria maynei är en insektsart som beskrevs av Schmidt 1924. Gyaria maynei ingår i släktet Gyaria och familjen Flatidae. Inga underarter finns listade i Catalogue of Life.